# 巴拿馬底燈魚
巴拿馬底灯鱼（学名：Benthosema panamense）为輻鰭魚綱燈籠魚目灯笼鱼科底灯鱼属的鱼类。分布于東北太平洋區，包括墨西哥、薩爾瓦多、尼加拉瓜、瓜地馬拉及巴拿馬等海域，本魚背鰭軟條12-14枚；臀鰭軟條19-22枚；脊椎骨31-33個，體具發光器官，體長可達5.5公分，本魚屬深海魚類，成魚夜晚會成群游至表層水域。